# Ghiacciaio Jezek
Il ghiacciaio Jezek è un ghiacciaio lungo circa 4 km situato nella regione centro-occidentale della Dipendenza di Ross, nell'Antartide orientale. Il ghiacciaio, il cui punto più alto si trova a circa 2000 m s.l.m., si trova nella parte nord-occidentale della dorsale Royal Society, dove fluisce verso nord-est, scorrendo lungo il versante sud-orientale dello sperone Platform, parallelamente la ghiacciaio Bindschadler, fino a unire il proprio flusso a quello del ghiacciaio Emmanuel.

## Storia
Il ghiacciaio Jezek è stato mappato dai membri della spedizione Terra Nova, condotta dal 1910 al 1913 e comandata dal capitano Robert Falcon Scott, ma è stato così battezzato solo nel 1992 dal Comitato consultivo dei nomi antartici in onore di Kenneth C. Jezek, un geofisico statunitense che prese parte a un totale di dodici spedizioni tra Artide e Antartide, portando avanti ricognizioni geofisiche con l'ausilio di strumenti remoti per la misura e lo studio del ghiaccio e della banchisa.